# Tâm hồn mẹ
Tâm hồn mẹ (tiếng Pháp: L'âme maternelle) là bộ phim điện ảnh chính kịch, lãng mạn do Việt Nam và Pháp hợp tác sản xuất. Lấy ý tưởng từ truyện ngắn cùng tên của Nguyễn Huy Thiệp, do Phạm Nhuệ Giang đạo diễn và viết kịch bản. Các diễn viên chính: Phùng Hoa Hoài Linh, Hồng Ánh, Trương Quốc Minh Thái, Nguyễn Bách Tùng Lâm.

## Nội dung
Chuyện phim xoay quanh tình bạn đặc biệt của hai đứa trẻ sống gần cầu Thăng Long, là bé Thu, con gái duy nhất của một phụ nữ bán hoa quả đơn thân, nhà ở ngoài bãi giữa sông Hồng và Đăng, cậu bé mồ côi mẹ, bố bỏ đi, cậu bé sống với ông bà.
Mẹ của Thu, đã ngoài 30 nhưng sống quá bản năng và hồn nhiên, lún sâu vào mối tình vụng trộm với anh chàng lái xe chở hoa quả ở chợ Long Biên. Thu cũng là kết quả từ một mối tình không thành khác.
Trong những trò chơi trẻ con, Thu tự nhận là mẹ của Đăng, và đã thực sự bao bọc, che chở cho cậu bé này cả trong lớp học và ngoài cuộc sống.

## Phân vai
- Phùng Hoa Hoài Linh vai Thu
- Hồng Ánh vai Lan (mẹ Thu)
- Nguyễn Bách Tùng Lâm vai Đăng
- Trương Minh Quốc Thái vai Lái xe
- Phát Triệu vai Ông của Đăng
- Đặng Thị Tần vai Bà của Đăng
- Công Lý vai Người đánh cá
- Lệ Thủy vai Chủ nợ
- Các diễn viên khác: Đình Chiến, Trịnh Huyền, Khánh Hòa, Trần Đại Mỹ, Xuân Cường, Văn Sơn...

## Sản xuất
Tâm hồn mẹ có kinh phí sản xuất 6,6 tỉ VNĐ, trong đó Nhà nước đầu tư 4 tỷ đồng, phần còn lại từ tài trợ của Quỹ điện ảnh Phương Nam (Fond Sud) của Pháp. Phim được hoàn thiện hậu kỳ tại Thái Lan, phần âm thanh do nhà làm phim người Pháp Franck Desmoulins thực hiện. Bộ phim được quay vào cuối năm 2010 và hoàn thành vào giữa năm 2011.
Bộ phim được xây dựng kịch bản trong 20 năm, chuyển thể từ truyện ngắn cùng tên của nhà văn Nguyễn Huy Thiệp. Khác với nguyên tác, bộ phim đã chuyển thể câu chuyện với bối cảnh và mốc thời gian cụ thể hơn, bãi giữa sông Hồng, chợ Long Biên, cầu Thăng Long.
Để tìm được diễn viên nhí đóng vai Thu, Phạm Nhuệ Giang đã mất nửa năm tìm kiếm, rong lần đến phim trường Lều chõng, nữ đạo diễn đã tìm được cô bé Hoài Linh, diễn viên nhí mà bà thấy ưng ý nhất. Kịch bản Tâm hồn mẹ được gửi đến khi Hoài Linh đóng phim Lý Công Uẩn - đường tới Thăng Long tại Trung Quốc.

## Phát hành
Bộ phim ban đầu có kế hoạch công chiếu tại Việt Nam vào tháng 10 năm 2011, nhưng vì một số lí do nên bị hoãn lại. Tháng 11, Tâm hồn mẹ được chiếu sớm lần lượt tại 10 trường đại học và rạp hát tại Mỹ. Chương trình do Viện Văn hóa và giáo dục Việt Nam tại New York (IVCE), Mỹ tổ chức.
Tối ngày 6 tháng 12, bộ phim được chiếu thử lần đầu tới khán giả Việt Nam, tại Trung tâm chiếu phim Quốc gia.
Tâm hồn mẹ cùng với Mùi cỏ cháy là hai phim mới nhất tham gia tranh giải tại Liên hoan phim Việt Nam lần thứ 17. Bộ phim vấp phải ý kiến trái chiều khi buổi chiếu tại Liên hoan phim cho phép học sinh cấp 2 vào xem, trong khi phim có những "cảnh nóng" của Hồng Ánh và Quốc Thái. Ban tổ chức sau đó giải thích Tâm hồn mẹ và Cánh đồng bất tận có cảnh nóng, họ đã cố gắng hạn chế đối tượng vào xem và hai phim này không quá nhạy cảm, đối tượng học sinh cấp 2 đã bắt đầu có kiến thức về giới tính nên không đáng ngại. Sau khi tham dự Liên hoan phim, đạo diễn Vương Đức -giám đốc Hãng Phim truyện Việt Nam lúc bấy giờ - cho biết sẽ cố gắng phát hành Tâm hồn mẹ trước ngày 8 tháng 3 năm 2012; song kế hoạch cụ thể phải đợi văn bản của Bộ VH-TT&DL.
Ngày 12 tháng 2 năm 2012, Tâm hồn mẹ được chiếu miễn phí tại Trung tâm Hỗ trợ phát triển Tài năng Điện ảnh trẻ (TPD) trong chương trình "Điện ảnh Việt Nam đến với khán giả". Ngày 3 tháng 3 năm 2012, bộ phim được đưa đi dự Liên hoan phim Ðông Nam Á (Southeast Asian Film Festival) trong nỗ lực tìm kiếm nhà phát hành. Ngày 19 tháng 10 năm 2012, Tâm hồn mẹ chính thức có buổi chiếu thu phí đầu tiên.

## Giải thưởng
| Năm  | Sự kiện                                  | Giải thưởng                                        | Nhận giải             | Chú thích                      |
| ---- | ---------------------------------------- | -------------------------------------------------- | --------------------- | ------------------------------ |
| 2011 | Liên hoan phim quốc tế Dubai lần thứ 8   | Nữ diễn viên chính xuất sắc nhất Nhóm phim Á - Phi | Phùng Hoa Hoài Linh   | Giải thưởng trị giá 8.000 USD. |
| 2011 | Liên hoan phim Việt Nam lần thứ 17       | Bằng khen của Ban giám khảo                        | (bộ phim)             |                                |
| 2013 | LHP quốc tế các nữ đạo diễn tại Dortmund | Đề cử                                              | (bộ phim)             | [ 16 ]                         |
| 2014 | LHP Việt Nam tại Pháp                    | Phim xuất sắc nhất của Ban Giám khảo               | (bộ phim)             | [ 17 ] [ 18 ]                  |
| 2014 | LHP Việt Nam tại Pháp                    | Giải thưởng do khán giả bình chọn                  | (bộ phim)             | [ 17 ] [ 18 ]                  |
| 2014 | LHP Việt Nam tại Pháp                    | Nam diễn viên xuất sắc                             | Trương Minh Quốc Thái | [ 17 ] [ 18 ]                  |